# Autodrom Hermanos Rodríguez
Autodrom Hermanos Rodríguez (španjolski: Autódromo Hermanos Rodríguez) je trkaća staza smještena u Ciudad de Méxicu u Meksiku. Staza je od 1963. do 1970. nosila ime Magdalena Mixhuca, a današnje ime je dobila po braći Ricardo i Pedro Rodriguez.